# Anthony Smith (Footballspieler, 1967)
Anthony Wayne Smith (* 28. Juni 1967 in Elizabeth City, North Carolina) ist ein ehemaliger US-amerikanischer American-Football-Spieler. Er spielte auf der Position des Defensive Ends für die Los Angeles/Oakland Raiders. Im Januar 2016 wurde er wegen Mordes zu lebenslanger Haft verurteilt.

## NFL
Smith wurde 1990 als 11. Spieler in der ersten Runde des NFL Drafts 1990 von den Los Angeles Raiders ausgewählt. 1993 wurde er für vier weitere Jahre verpflichtet. Nachdem sein Vertrag 1997 ausgelaufen war, konnte Smith bei keinem Team mehr unterkommen und musste seine Karriere beenden.

## Kriminalität
Smith wurde 2003 beschuldigt, Brandbomben auf ein Möbelhaus geworfen zu haben. Nachdem sich zwei Jurys nicht auf ein Urteil einigen konnten, wurde der Prozess gegen ihn eingestellt.
Am 22. Januar 2016 wurde Anthony Smith für Folter und dreifachen Mord zu lebenslanger Haft verurteilt. Er wurde schuldig gesprochen, am 10. November 1999 zwei Brüder in Los Angeles entführt und getötet zu haben und am 24. Juni 2001 einen weiteren Mann erstochen zu haben. Die Tötung einer vierten Person im Jahr 2008 konnte ihm nicht nachgewiesen werden.